# Hans-Joachim Klein
Hans-Joachim Klein (Darmstadt, 20 agosto 1942) è un ex nuotatore tedesco occidentale.

## Carriera
Fortemente prolifici furono i Giochi Olimpici di Tokyo 1964 dove Klein vinse quattro medaglie, 3 di argento e una di bronzo. Specializzato nello stile libero, infatti, giunse terzo nella gara dei 100 metri e, con la Squadra Unificata Tedesca, si classificò al secondo posto in tre staffette.
Sempre nel 1964 stabilì il record del mondo nei 200 stile libero a Dortmund. 

## Palmarès
- Giochi olimpici estivi

Tokyo 1964: argento nella 4x100m stile libero, nella 4x200m stile libero, nella 4x100m misti e bronzo nei 100m stile libero (come Squadra Unificata tedesca).
- Universiadi

Porto Alegre 1963: oro nei 100m stile libero e bronzo nei 400m stile libero (come Germania Ovest).
Budapest 1965: oro nei 100m stile libero (come Germania Ovest).